# 壬生基修
壬生 基修（みぶ もとおさ）は、幕末から明治にかけての公卿、政治家。庭田重基の三男で、壬生道吉の養子。室は重子（四辻公績の四女）。

## 略歴
- 天保6年3月7日（1835年4月4日） - 京都で生まれる。
- 嘉永2年12月（1850年） - 昇殿する。
- 安政4年（1857年） - 修理権大夫となる。
- 文久元年（1861年） - 従四位となる。
- 文久3年（1863年） - 公武合体派の策略によって長州藩に下向。いわゆる七卿の一人となる。後に、太宰府天満宮延寿王院に移される。
- 慶応3年12月 - 王政復古後に帰京。
- 慶応4年1月3日（1868年1月27日） - 参与となる。
- 慶応4年2月20日（1868年3月13日） - 参与を辞する。
- 明治元年（1868年） - 軍防事務局親兵掛。三等陸軍将に補任。
- 明治元年6月（1868年） - 会津戦争に越後口総督仁和寺宮の参謀として出征。平定後に賞典禄200石を賜わる。
- 明治2年1月（1869年） - 右近衛権少将、兵学御用掛
- 明治2年2月8日（1869年3月20日） - 越後府知事となる。
- 明治2年7月27日（1869年9月3日） - 越後府が水原県となり、水原県知事となる。
- 明治2年10月3日（1869年11月6日） - 水原県知事を辞し、東京府知事および東京府貫属となる。
- 明治4年7月23日（1871年9月7日） - 東京府知事を辞する。
- 1875年（明治8年）7月2日 - 元老院議官となる。
- 1877年（明治10年）1月15日 - 元老院議官を辞する。
- 1880年（明治13年） - 勲三等旭日中綬章。
- 1884年（明治17年）7月8日 - 子爵となる。
- 1890年（明治23年）
  - 7月10日 - 貴族院子爵議員となる。
  - 10月20日 - 麝香間祗候となる[1]。
- 1891年（明治24年）4月23日 - 陞爵し伯爵となり、正二位となる。
- 1892年（明治25年）5月31日 - 貴族院子爵議員を辞する[2]。
- 1895年（明治28年）3月15日 - 平安神宮初代宮司となる。
- 1895年（明治28年）4月17日 - 大日本武徳会副会長となる。
- 1897年（明治30年）7月10日 - 貴族院伯爵議員となる[3]。
- 1904年（明治37年）7月10日 - 貴族院伯爵議員を辞する。
- 1906年（明治39年）3月5日 - 京都にて逝去。墓標は二尊院に所在。

## 栄典
- 1887年（明治20年）12月26日 - 正三位[4]
- 1889年（明治22年）11月25日 - 大日本帝国憲法発布記念章[5]
- 1906年（明治39年）3月5日 - 従一位[6]・勲一等瑞宝章[7]

## 親族
- 実父：庭田重基
- 養父：壬生道吉（1799-1874）  - 壬生家尹（1776-1834） の子。
- 兄：庭田重胤（権大納言）
- 妻・重子 - 四辻公績四女
- 長男：壬生基義（伯爵・陸軍少将）
  - 孫：壬生基泰（基義長男、伯爵・貴族院議員）
- 四男：町尻量基（陸軍中将）
  - 孫：町尻量光（量基の次男で、元キングレコード社長）
  - 曾孫：野間佐和子（量基の長女・登喜子の娘で、講談社6代目社長）
- 長女：麻子 - 南坊城良興（高倉永祜の二男、子爵高倉永則の弟、道明寺天満宮宮司）の妻[8]
- 二女：修子 - 伯爵清閑寺経房の妻[8]
- 三女：糸子 - 子爵由利公正嗣子由利公通の妻[8]。夫早世後生家に入籍し、子爵は長男由利公真、二男由利正通が順次襲爵[9]。

## 登場作品

### 映画
- 鞍馬八天狗（1961年、ニュー東映） - 演：島田秀雄

### テレビドラマ
NHK大河ドラマ
- 花神（1977年） - 演：楠高宣
- 龍馬伝（2010年） - 演：児玉貴志
- 花燃ゆ（2015年） - 演：岩寺真志